# 绍德奈堡
绍德奈堡（法語：Chaudenay-le-Château，法語發音：[ʃodnɛ lə ʃato]）是法国科多尔省的一个市镇，属于博讷区。

## 地理
绍德奈堡（47°10'41"N, 4°38'43"E）面积5.27 平方千米，位于法国勃艮第-弗朗什-孔泰大區科多尔省，该省份为法国中东部省份，北起奥布省，西接涅夫勒省和约讷省，南至索恩-卢瓦尔省，东南接汝拉省，东临上索恩省，东北部与上马恩省接壤。
与绍德奈堡接壤的市镇（或旧市镇、城区）包括：克吕热、绍德奈城、圣萨比娜。

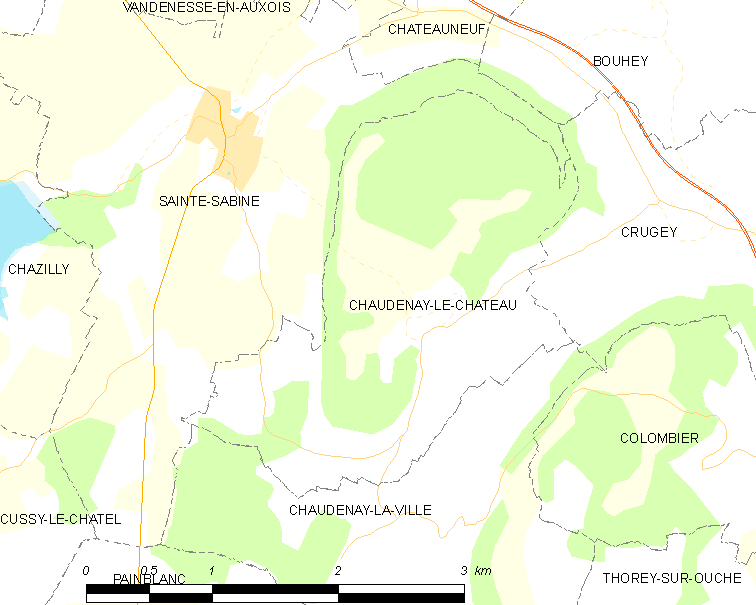
绍德奈堡的OSM定位图

绍德奈堡的时区为UTC+01:00、UTC+02:00（夏令时）。

## 行政
绍德奈堡的邮政编码为21360，INSEE市镇编码为21156。

## 政治
绍德奈堡所属的省级选区为阿尔奈勒迪克县。

## 人口

1962-2008年间绍德奈堡人口变化图示

绍德奈堡于2022年1月1日时的人口数量为48人。